# Margaux Farrell
Margaux Farrell (n. 22 august 1990, Allendale⁠(d), New Jersey, SUA) este o înotătoare franceză, medaliată olimpică. A participat la o ediție a Jocurilor Olimpice (2012) în care a câștigat o medalie de bronz.

## Participări
Lista de mai jos prezintă principalele competiții la care a participat Margaux Farrell de-a lungul carierei.
- swimming at the 2012 Summer Olympics – women's 4 × 200 metre freestyle relay[*]